# 胡令能
胡令能（？—？），唐代诗人，生卒年不详。福建莆田人，未仕。早年曾从事负局锼钉之业（修补锅碗瓢盆），所以人称“胡钉铰”。传说在梦中有仙人剖开他的肚子，放入一卷书，从此能够吟诗。《全唐诗》收诗四首。作品清新自然，明白如话。
小儿垂钓

蓬头稚子学垂纶，侧坐莓苔草映身。

路人借问遥招手，怕得鱼惊不应人。

喜韩少府见访

忽闻梅福来相访，笑著荷衣出草堂。

儿童不惯见车马，走入芦花深处藏。

观郑州崔郎中诸妓绣样（又作咏绣障）

日暮堂前花蕊娇，争拈小笔上床描。

绣成安向春园里，引得黄莺下柳条。

王昭君

胡风似剑锼人骨，汉月如钩钓胃肠。

魂梦不知身在路，夜来犹自到昭阳。